# سيغاريتز أفتر سكس (فرقة موسيقية)
سيجاريتز أفتر سكس (بالإنجليزية Cigarettes After Sex) هي  فرقة بوب موسيقية أمريكية أسسها جريج غونزاليس عام 2008 في مدينة إل باسو بولاية تكساس. تشتهر الفرقة بأسلوبها الموسيقي الأثيري والحيوي، وغالبًا ما تعتمد كلمات الأغاني على موضوعات الرومانسية والحب. الفرقة يتم تسويقها على أساس أنها فرقة بوب، ولكن أغاني الفرقة أيضًا تنتمي لفن الإندي روك والأغاني السوداوية.
صدر أول ألبوم قصير للفرقة  في عام 2012 وتضمن أغنية «لن يؤذيك شئ، حبيبتي» والتي أصبحت في نهاية المطاف أغنية رائجة تجاريا. أصدرت  بعدها الفرقة أغنية «المودة» في عام 2015 ثم أصدروا أول ألبوم والذي يحمل نفس اسم الفرقة في يونيو 2017 والذي حصل على مراجعات جيدة من النقاد.

## تاريخ الفرقة
تأسست الفرقة في مدينة إل باسو بولاية تكساس الأمريكية، في عام 2008. سجل غونزاليس أول ألبوم قصير بعنوان «أنا» في سلم في أحد المباني في  جامعة تكساس في الباسو، واصفا التجربة بأنها «يعتبر الأمر كحادثة، نوع من التجربة». تضمن الألبوم القصير أغاني«لن يؤذيك شئ، حبيبي»، «أنا رجل إطفاء», «أحلم بك»، و «عيون ممتلئة بالنجوم». انتقل بعدها غونزاليس إلي مدينة بروكلين بولاية نيويورك، هناك سجلت الفرقة أغنية «المودة» التي صدرت في عام 2015 .
من خلال التوصيات الموسيقية، أصبحت الفرقة رائجة على موقع يوتيوب، الأمر الذي جعلهم يقومون بعمل حفلات غنائية في جميع أنحاء أوروبا وآسيا والولايات المتحدة. بعدها أصدرت الفرقة ألبوم يحمل نفس اسمهم في 9 يونيو / حزيران 2017.
«لن يؤذيك شئ، حبيبي» عرضت في الحلقة السابعة من الموسم الأول من مسلسل حكاية أمة. و أيضا الحلقة السابعة من الموسم الأول من مسلسل العاصي، والحلقة التاسعة من الموسم الثامن من وقح. «نهاية العالم» عرضت  في الحلقة السادسة من المسلسل المطرعلي شبكة نيتفليكس وأيضا عرضت في أفلام زوي و قلوب تنبض بشدة. وأغنية «ك» عرضت في الحلقة 2 من الموسم الأول من مسلسل قتل حواء.

## أعضاء الفرقة
منذ إنشائها في عام 2008 ، شملت المجموعة عدد من الأعضاء الرئيسين والمتعاونين بقيادة جريج غونزاليس:

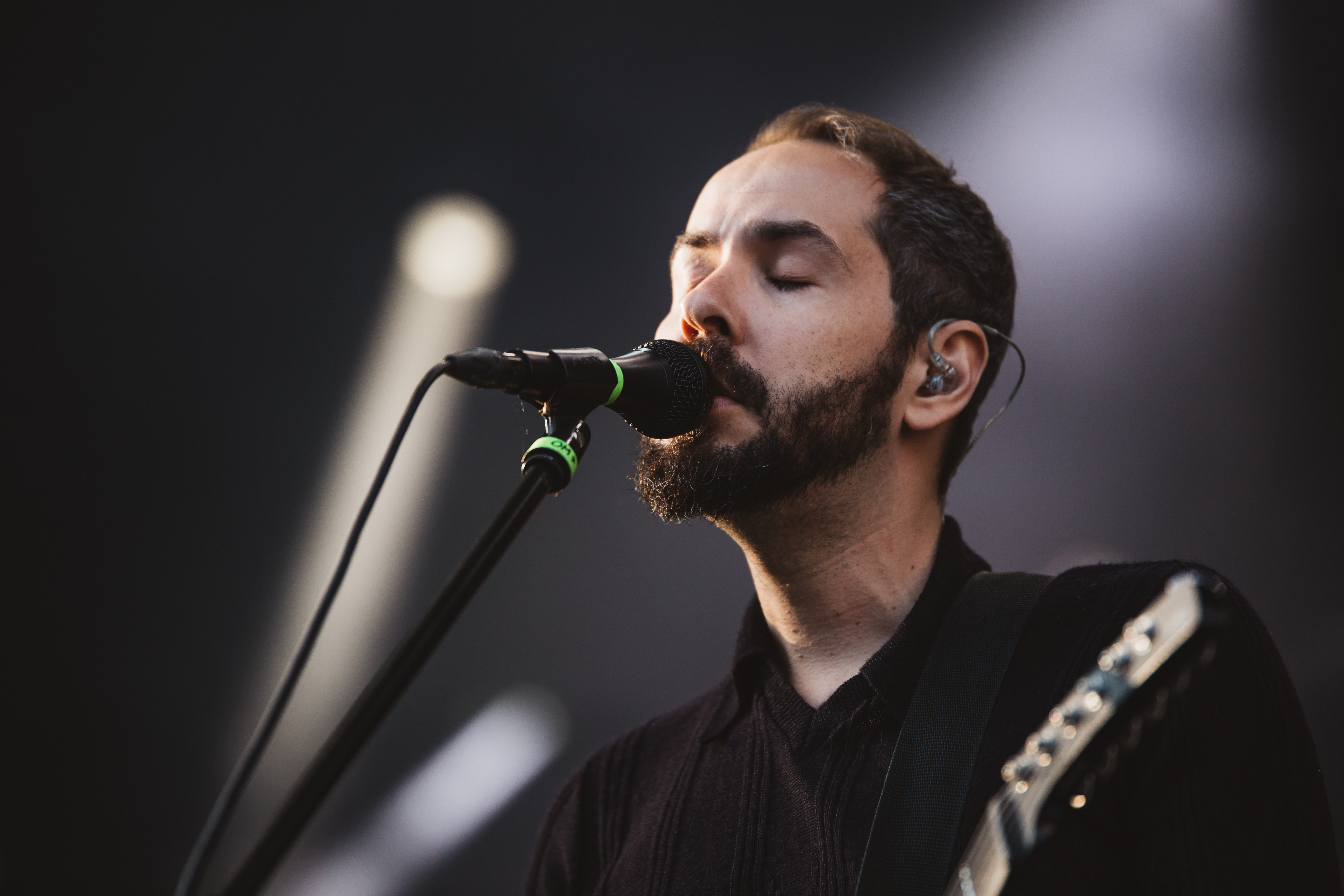
جريج غونزاليس المغني الرئيسي
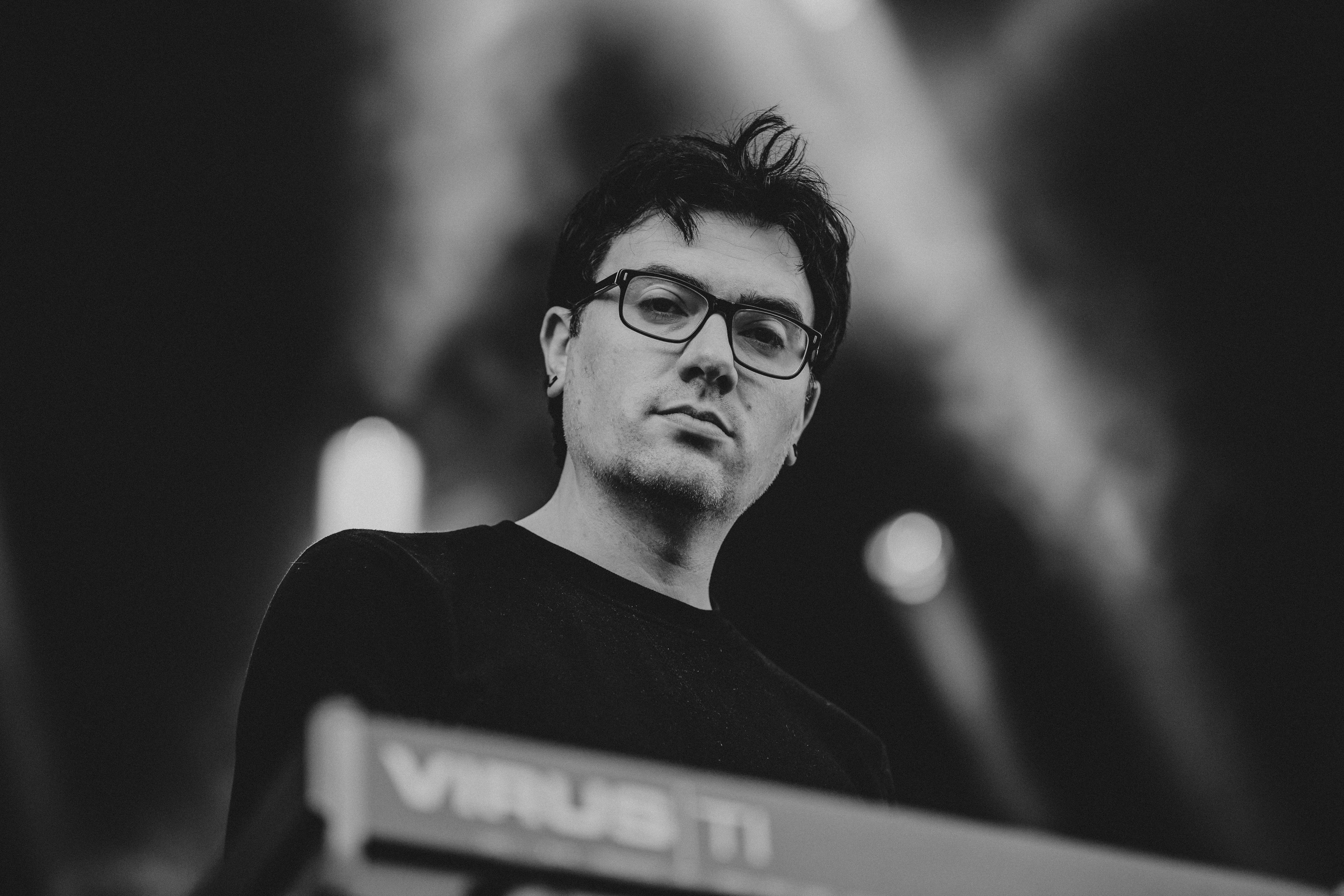
فيليب تابس

الأعضاء الحاليين:
- جريج غونزاليس المؤسس، المغني الرئيسي ولاعب الغيتار الكهربائي والغيتار الصوتي.
- راندال ميلر
- يعقوب تومسكي– الطبال

الأعضاء السابقون:
- فيليب تابس – لاعب البيانو والغيتار الكهربائي
- جريج ليا – طبال
- ستيف هيردا– لاعب البيانو
- إميلي ديفيس – لاعبة الغيتار الصوتي

## الألبومات

### ألبومات الإستوديو
- سيجاريتز أفتر سكس (2017)

### ألبوم قصير
- أنا (2012)

### أغاني فردية
- «المودة» (2015)
- «ك» (2016)
- «نهاية العالم» (2017)
- «في كل مرة كنت تقع في الحب» (2017)
- «جميل» (2017)
- «الشخص المفتتن به» (2018)
- «شراب السمسم» (2018)

### العروض التجريبية
- سيجاريتز أفتر سكس (رومانز 13:9) (2011)

## وصلات خارجية
- سيغاريتز أفتر سكس على موقع ميوزك برينز (الإنجليزية)
- سيغاريتز أفتر سكس على موقع أول ميوزيك (الإنجليزية)
- سيغاريتز أفتر سكس على موقع ديسكوغز (الإنجليزية)

- الموقع الرسمي